# Derecha Unida (Polonia)
La Derecha Unida (en polaco: Zjednoczona Prawica) es una alianza política polaca de tendencia derechista y euroescéptica.
Inicialmente se formó como un grupo parlamentario basado en la cooperación entre Polonia Juntos y Polonia Unida. Su composición ha cambiado varias veces desde su inicio, pero actualmente es una coalición entre Ley y Justicia, el partido dominante, y Polonia Unida, Los republicanos, Kukiz'15 y algunas entidades menores.

## Historia

### Creación
Formada en junio de 2014, tuvo inicialmente la forma de un grupo parlamentario en el Sejm llamado Solo Polonia (alternativamente traducido como Polonia Justa; polaco: Sprawiedliwa Polska ) formado por políticos de Poland Together y United Poland . Luego acordaron cooperar con el partido Ley y Justicia (la Facción Piast ya estaba incorporada) y se unieron al grupo parlamentario y a las listas electorales de Ley y Justicia ese mismo año, a tiempo para las elecciones locales de 2014 y las elecciones parlamentarias de 2015.

### Ascenso al poder
La alianza ha estado en el poder desde las elecciones presidenciales de 2015. Se ha opuesto a la Coalición Cívica, liderada por Plataforma Cívica, desde 2018.
A lo largo de la legislatura, la coalición amplió su mayoría absoluta al cruzar el piso del Partido Campesino Polaco, Plataforma Cívica, Moderna y Kukiz'15. Un factor importante fue cuando en 2017, Polonia Juntos se fusionó con desertores individuales de centro derecha de la Asociación Republicana, Plataforma Cívica, Libertad, Ley y Justicia, Unión Cristiana Nacional, Partido Popular Polaco y Kukiz'15 para formar el Partido del Acuerdo centrado en el liderazgo de Jarosław Gowin. En 2018, Libre y Solidario, un grupo disidente de Kukiz'15, se unió a la coalición.

### Disputas internas
En las elecciones parlamentarias de 2019, la alianza ganó más votos, pero debido a la aparición de la Confederación y la Izquierda en el Sejm y la cooperación entre la Coalición Cívica, La Izquierda y la Coalición Polaca en el Senado, no logró obtener más escaños en el Sejm, incluso perdió su mayoría en el Senado.
En 2020 y 2021, la alianza se ha visto afectada por acciones de diputados rebeldes. Por sí solo, fue causado por los resultados de las elecciones parlamentarias de 2019, cuando Ley y Justicia se redujo a 199 diputados y Polonia Unida y Acuerdo aumentaron sus cuentas a 18 diputados cada uno. Esto llevó a la idea de que solo algunos diputados de uno de los partidos constituyentes (y no todo un partido) se rebelaron y derrocaron al gobierno. Esto ha sucedido en varias ocasiones, aunque nunca logró disolver la propia alianza.
Los primeros de esos casos fueron durante los preparativos para las elecciones presidenciales de 2020. El Partido del Acuerdo no apoyó la propuesta Ley y Justicia sobre el voto por correo en estas elecciones. Un segundo caso crucial fue cuando se redactó la prohibición casi total del aborto, que originalmente fue presentada por Polonia Unida, pero la parte Ley y Justicia y el Acuerdo se mostraron inicialmente escépticos sobre la noción. La tercera gran brecha se produjo durante los cambios propuestos en los derechos de los animales, que proponían la prohibición de la cría de animales para la producción de pieles y las políticas energéticas que propusieron acelerar la reducción de la producción de carbón y la suspensión repentina de la construcción de la central eléctrica de Ostrołęka. Ley y la Justicia habían propuesto políticas opuestas en sus manifiestos electorales, pero debido a la presión del líder del partido, Jarosław Kaczyński, y la Comisión Europea, las políticas cambiaron.

### Reorganización importante
El 20 de junio de 2021 tuvo lugar la reactivación del congreso de Los republicanos. Karol Rabenda anunció que algunos miembros del Acuerdo se unirán a la asociación republicana y la reestructurarán en un partido, y que el partido recién formado se unirá posteriormente a la coalición gobernante como miembro de pleno derecho. En respuesta, el presidente de Ley y Justicia, Jarosław Kaczyński, pronunció un discurso alabando al nuevo partido reformado.
Después del escepticismo de Jarosław Gowin con la propuesta del "Acuerdo polaco" (un plan de recuperación económica para contrarrestar la recesión del COVID-19 en Polonia) y los cambios en la ley de medios que habrían afectado a TVN24, Gowin fue destituido públicamente de su cargo como vice primer ministro. Esto se traduce en un realineamiento de la composición de la coalición. [22] Como resultado, Adam Bielan, Los republicanos y el restante Kukiz'15, dirigido por Pawel Kukiz, se unieron a la Coalición como reemplazos.

## Partidos que lo integran

### Actualmente
| Nombre | Nombre           | Nombre           | Años  | Ideología                    | Posición                  | Líder              | Diputados | Senadores | Eurodiputados | Asambleas regionales |
| ------ | ---------------- | ---------------- | ----- | ---------------------------- | ------------------------- | ------------------ | --------- | --------- | ------------- | -------------------- |
|        | Ley y Justicia   | Ley y Justicia   | 2014– | Conservadurismo nacionalista | Derecha                   | Jarosław Kaczyński | 193/460   | 38/100    | 24/52         | 206/552              |
|        | Polonia Unida    | Polonia Unida    | 2014– | Conservadurismo social       | Derecha a Extrema derecha | Zbigniew Ziobro    | 20/460    | 2/100     | 2/52          | 19/552               |
|        | Los republicanos | Los republicanos | 2014– | Liberalismo conservador      | Derecha                   | Adam Bielan        | 9/460     | 1/100     | 1/52          | 6/552                |
|        | Renovación       | Renovación       | 2021– | Conservadurismo              |                           | Marcin Ociepa      | 5/460     | 0/100     | 0/52          | 4/552                |
|        | Kukiz'15         | Kukiz'15         | 2021– | Conservadurismo              | Centro derecha a Derecha  | Paweł Kukiz        | 3/460     | 0/100     | 0/52          | 0/552                |
|        | Facción Piast    | Facción Piast    | 2014– | Agrarismo                    | Centro derecha            | Zdzisław Podkański | 0/460     | 0/100     | 0/52          | 0/552                |
|        | Independientes   | Independientes   | 2020– | n/a                          | n/a                       | Jadwiga Emilewicz  | 2/460     | 5/100     | 0/52          | 1/552                |
|        | (presidente)     | (presidente)     | 2015- | n/a                          | n/a                       | Andrzej Duda       | n/a       | n/a       | n/a           | n/a                  |

### Anteriormente
| Nombre | Nombre                     | Años      | Ideología               | Posición                  | Líder             | Razón                                                                                           |
| ------ | -------------------------- | --------- | ----------------------- | ------------------------- | ----------------- | ----------------------------------------------------------------------------------------------- |
|        | La derecha de la República | 2015–2017 | Catolicismo político    | Derecha a Extrema derecha | Marek Jurek       | Desacuerdo político                                                                             |
|        | Partido Republicano        | 2017–2019 | Catolicismo político    | Derecha                   | Marek Wróbel      | Partido disuelto                                                                                |
|        | Polonia juntos             | 2014–2017 | Liberalismo conservador | Centro derecha            | Jarosław Gowin    | Fusionada en una nueva parte del partido "Acuerdo"                                              |
|        | Libre y Solidario          | 2018–2019 | Solidarismo             | Derecha                   | Kornel Morawiecki | Desacuerdos sobre listas electorales y política exterior hacia Rusia. Partido disuelto en 2020. |
|        | Acuerdo                    | 2017–2021 | Liberalismo conservador | Centro derecha a Derecha  | Jarosław Gowin    | Desacuerdo político                                                                             |

## Resultados electorales

### Sejm
| Año  | Líder              | Votos     | %         | Escaños | +/–         | Resultado |
| ---- | ------------------ | --------- | --------- | ------- | ----------- | --------- |
| 2015 | Jarosław Kaczyński | 5.711.687 | 37,6 (#1) | 235/460 | 78          | Gobierno  |
| 2019 | Jarosław Kaczyński | 8.051.935 | 43,6 (#1) | 235/460 | Sin cambios | Gobierno  |
| 2023 | Jarosław Kaczyński | 7.640.854 | 35,4 (#1) | 194/460 | 41          | Oposición |

### Parlamento Europeo
| Año  | Votos     | %          | Escaños | +/– |
| ---- | --------- | ---------- | ------- | --- |
| 2019 | 6.192.780 | 45,38 (#1) | 27/51   |     |

### Presidencial
|  | 34,8 % |

|  | 51,6 % |

|  | 43,5 % |

|  | 51,0 % |